# María Luisa Carcedo
María Luisa Carcedo Roces, née le 30 août 1953 à San Martín del Rey Aurelio dans les Asturies, est une femme politique espagnole membre du Parti socialiste ouvrier espagnol (PSOE).
Licenciée en médecine et chirurgie de l'université d'Oviedo, elle est haute fonctionnaire de la principauté des Asturies à l'époque de Pedro de Silva. Elle est élue en 1991 députée à la Junte générale et devient conseillère à l'Environnement du gouvernement autonome. Elle est réélue députée régionale en 1995. Après les élections de 1999, elle est désignée porte-parole du groupe parlementaire socialiste.
En 2004, elle entre en politique nationale comme députée des Asturies au Congrès des députés. Elle démissionne après sa réélection en 2008, pour prendre la direction de l'Agence d'évaluation des politiques publiques. Elle retrouve son siège en 2011.
Ayant intégré en 2014 la direction du PSOE en tant que secrétaire au Bien-être social sous l'autorité de Pedro Sánchez, elle est désignée l'année qui suit sénatrice par le Parlement asturien et quitte le Congrès en conséquence. Elle participe début 2016 à la tentative avortée de Sánchez de coaliser une majorité pour son investiture à la tête du gouvernement espagnol.
Après que Sánchez est arrivé au pouvoir en juin 2018, elle est retenue pour occuper le poste nouvellement créé de Haute commissaire à la Lutte contre la pauvreté infantile. Elle le quitte en septembre pour remplacer la démissionnaire Carmen Montón comme ministre de la Santé.

## Vie privée
Elle est mariée et mère d'un fils.

## Formation et profession
María Luisa Carcedo est titulaire d'une licence en médecine et chirurgie obtenue à l'université d'Oviedo. Elle est diplômée en médecine du travail. Elle est médecin chargée des premiers secours au Service de Santé des Asturies (SESPA). Elle a exercé en tant que directrice régionale de la Santé publique de la principauté des Asturies alors présidée par Pedro de Silva.

## Engagement politique

### Dans les Asturies
Elle rejoint très jeune la Fédération socialiste asturienne-PSOE et se présente dès les élections régionales de 1991 sur les listes du parti. Lors du scrutin, elle obtient un siège de députée pour la IIIe législature. En juillet 1991, elle est nommée conseillère à l'Environnement et à l'Urbanisme par le président régional Juan Luis Rodríguez-Vigil et conserve les mêmes attributions sous la présidence d'Antonio Trevín, jusqu'à la fin de la législature. Elle conserve son siège lors des scrutins de 1995, 1999 et 2003. Elle est porte-parole du groupe socialiste au parlement régional de 1999 jusqu'à sa démission en mars 2004 pour intégrer les listes socialistes au Congrès des députés.

### Au niveau national
Lors des élections générales du 14 mars 2004, elle figure en deuxième place sur la liste présentée par le parti dans la circonscription des Asturies. La liste remporte quatre sièges et elle est donc élue députée au Congrès des députés. Elle est réélue lors des élections générales du 9 mars 2008 mais elle abandonne son mandat parlementaire lorsqu'elle accepte, en début de législature, la proposition de la ministre des Administrations publiques, Elena Salgado, de devenir la présidente de l'Agence nationale chargée de l'Évaluation des Politiques publiques (AEVAL). Elle occupe le poste jusqu'en 2011 ; date à laquelle les conservateurs reprennent le pouvoir. Lors des élections du 20 novembre 2011, elle est une nouvelle fois réélue députée des Asturies et devient porte-parole adjointe du groupe socialiste entre 2012 et 2014. De 2014 à 2015, elle occupe les fonctions de porte-parole à la commission des Services sociaux.
Lors du congrès fédéral extraordinaire du PSOE de 2014, elle est nommée secrétaire au Bien-être social au sein de la direction exécutive présidée par le secrétaire général Pedro Sánchez. Elle renonce alors à son poste de secrétaire à l'Économie, à l'Emploi et au Développement qu'elle occupait au sein de la direction de la FSA-PSOE.
Le 25 septembre 2015, elle est désignée sénatrice par la Junte générale de la principauté des Asturies en représentation de la communauté autonome des Asturies au Sénat espagnol. En conséquence, elle démissionne de son mandat de députée qui revient à Adrián Barbón pour les deux mois restants de la Xe législature. Au Sénat, elle est nommée porte-parole adjointe du groupe parlementaire socialiste à compter du 30 septembre 2015 jusqu'à sa révocation par la direction fédérale socialiste provisoire en septembre 2016.
En février 2016, elle est choisie par Pedro Sánchez pour négocier un accord de gouvernement avec les autres forces politiques visant à redonner aux socialistes le gouvernement national. Toujours proche de Sánchez et à la suite du retour de ce dernier au secrétariat général du PSOE en juin 2017, elle redevient porte-parole adjointe du groupe socialiste sénatorial aux côtés d'Andrés Gil García. En outre, elle est nommée secrétaire fédérale à la Santé au sein de la commission exécutive fédérale issue du 39e congrès.

### Ministre de la Santé
Le 11 septembre 2018, elle est annoncée comme future ministre de la Santé, de la Consommation et du Bien-être social en remplacement de Carmen Montón, démissionnaire. Elle prend ses fonctions le lendemain.
Sa fortune personnelle est estimée à 1,2 million d'euros.

### Après le gouvernement
María Luisa Carcedo est nommée en Conseil des ministres, le 28 mars 2023, membre permanente du Conseil d'État. Elle prend la suite d'Adela Asua, occupant comme elle la présidence de la neuvième section, chargée des affaires concernant les ministères du Travail, de la Sécurité sociale, des Droits sociaux, et de l'Égalité.